# Comtat de Namur

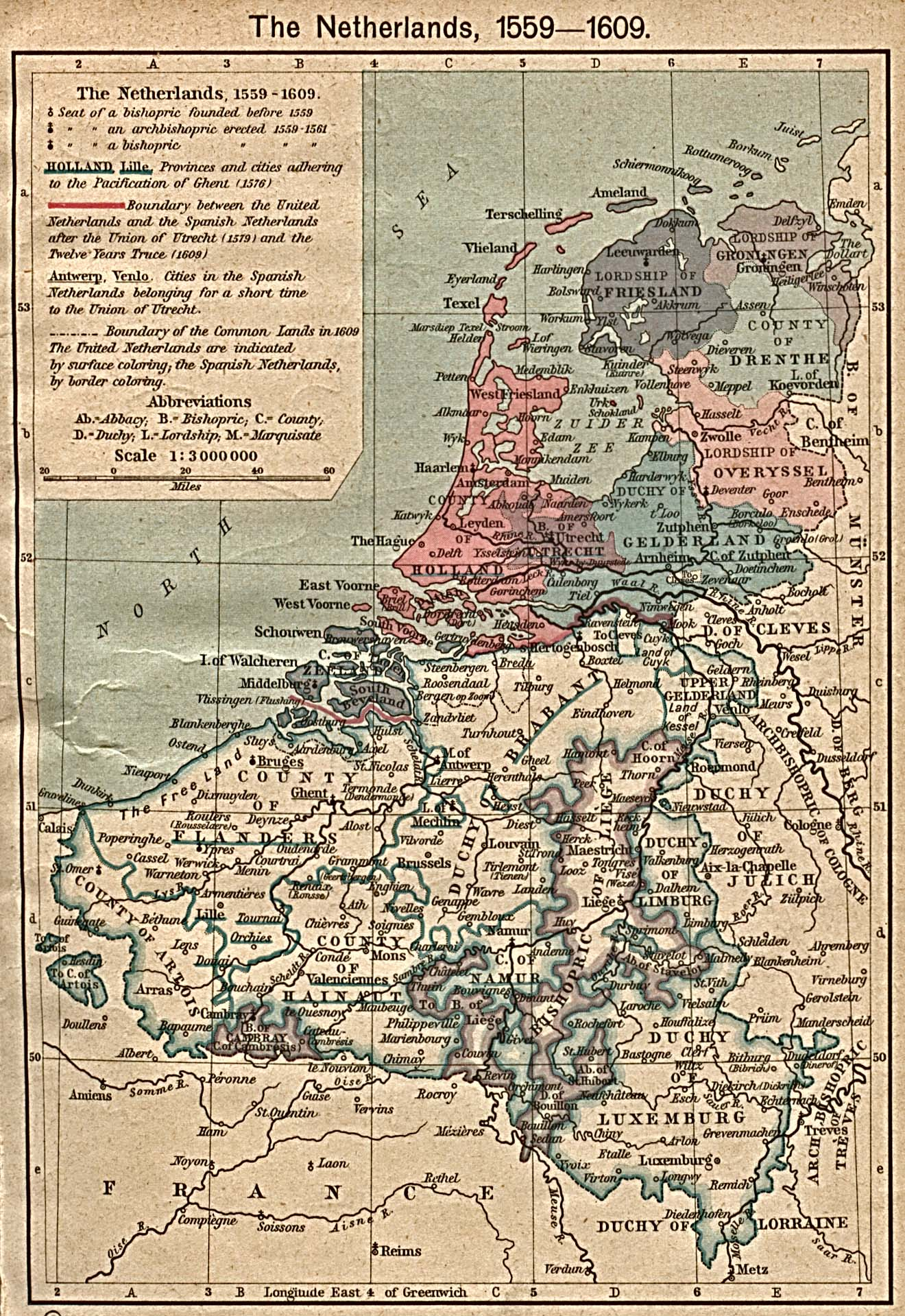
El Comtat de Namur a les Disset Províncies (1559-1608)

El comtat de Namur era un feu del Sacre Imperi Romanogermànic, situat entre el principat de Lieja, el ducat de Brabant i el comtat d'Hainaut. Les ciutats principals n'eren Namur, Charleroi, Givet, Bouvines, Marienbourg i Fleurus.

## Història
El primer comte esmentat és Berenguer de Lomme que governava a Namur vers el 899 i durant no menys de 32 anys del segle X. El 1189 va passar a la casa d'Hainaut unida a la de Flandes. El 1212 va entrar el primer comte de la casa de Courtenay. El 1238 fou ocupat per França. Va retornar a la casa de Flandes i Hainaut el 1257.
Per a les afers religioses el comtat depenia del bisbe de Lieja, tot i ser governat pel comte. Aquesta situació confusa sovint va alimentar les vel·leïtats del príncep-bisbe d'annexar el comtat. A l'inici del regne de Joan VIII de Heinsberg milícies de Lieja i de Namur van afrontar-se. El 1421, el comte Joan III va vendre el comtat a Felip III de Borgonya el Bo. El 1429, Felip III va atribuir-se el títol de comte de Namur. Heinsberg i les milícies van atacar Namur però van haver d'inclinar-se davant la superioritat militar dels borgonyons. Felip III va integrar el comtat a les Disset Províncies. Després de 1549 va esdevenir un dels Països Baixos espanyols i des del 1713 austríacs. Entre 1659 i 1678 França conquerí la zona meridional amb les ciutats Charleroi, Givet, Bouvines i Marienbourg. El 1795, França va annexionar la resta del territori i crear el Departament de Sambre i Mosa.
Després del Congrés de Viena i el Tractat de París (1815) es va integrar al Regne Unit dels Països Baixos i el 1830 a Bèlgica. Els dos estats van mantenir la divisió administrativa francesa, tot i canviar el nom en Província de Namur. El territori de la província no coincideix amb el de l'antic comtat.

## Llista de comtes i marquesos

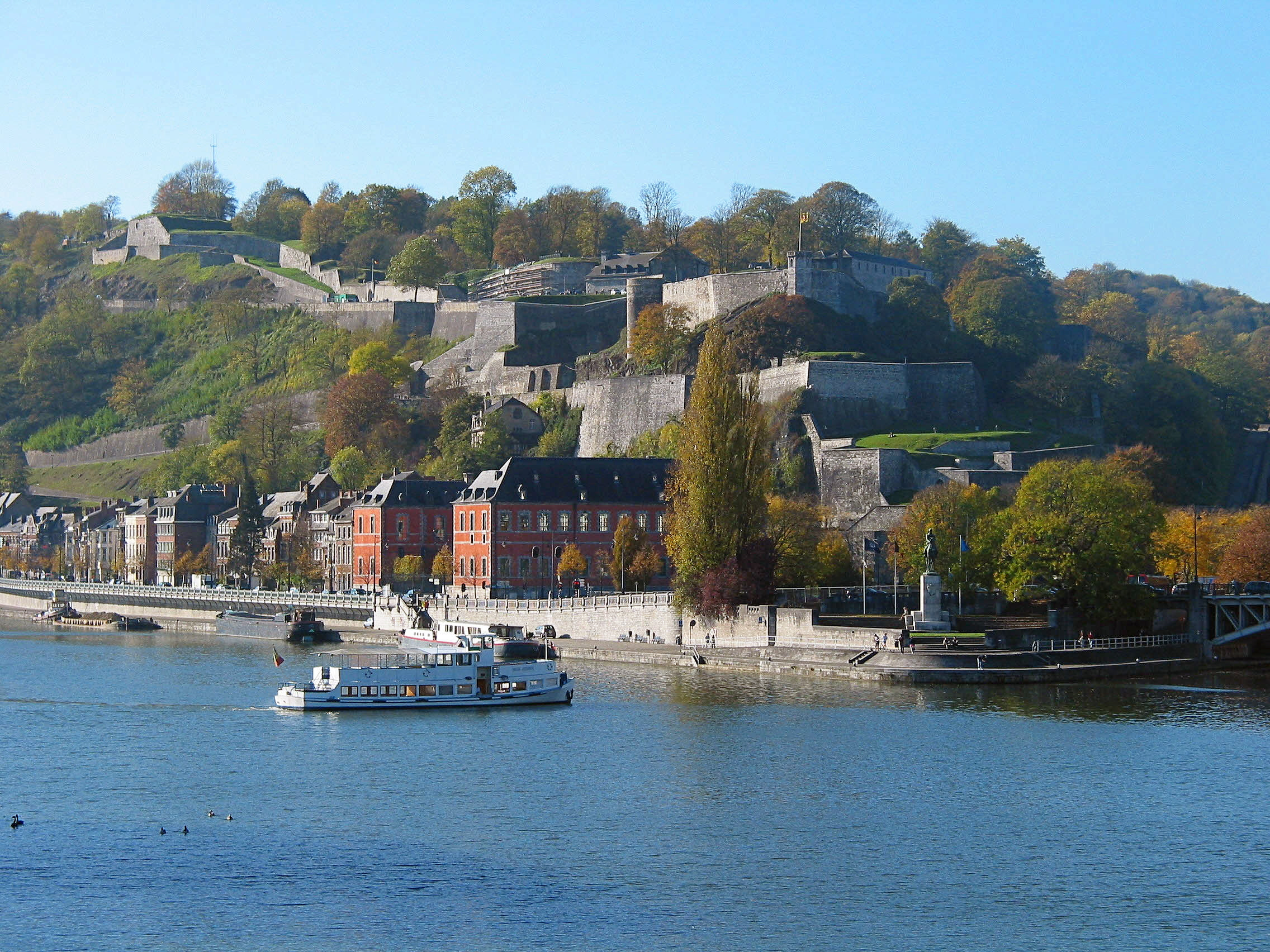
La ciutadella de Namur capital del comtat

- Berenguer de Lomme 899-932

### Casa de Namur
- Robert I 932-974, parent de l'anterior.
- Albert I 974-1011, fill de l'anterior.
- Robert II 1011-1018, fill de l'anterior.
- Albert II 1018-1037, germà de l'anterior.
- Albert III 1037-1105, fill de l'anterior.
- Godofreu 1105-1139, fill de l'anterior.
- Enric I o Enric el Cec (Enric IV de Luxemburg), comte de Luxemburg, 1139-1196[2]
- Alix de Namur (germana) casada amb Balduí IV d'Hainaut[3]

### Casa de Flandes
- Balduí I de Namur, (Balduí V d'Hainaut) 1189-1195, casat amb Margarida I de Flandes
- Felip I el Noble, fill de l'anterior. 1195-1212
- Violant de Namur (germana) 1212-1216, casada amb Pere de Courtenay

### Casa de Courtenay
- Felip II de Courtenay, fill de l'anterior. 1216-1226
- Enric II de Namur o Enric de Courtenay, (germà de l'anterior) 1226-1229
- Margarida de Namur, (germana de l'anterior) 1229-1237
- Balduí II de Namur o Balduí II de Courtenay, emperador, 1237-1238 (germà de l'anterior)

### Casa de Luxemburg
- Enric III, (Enric V de Luxemburg) (net d'Enric I) 1256-1265. Pren el comtat per la força

### Casa de Dampierre
- Guiu I de Namur (Guiu I de Flandes o Guiu de Dampierre), 1265-1297. Va comprar el comtat del seu cosí Balduí II i va lluitar contra Enric III
- Joan I de Namur 1297-1331[4]
- Joan II de Namur, fill de l'anterior. 1331-1335
- Guiu II de Namur (germà) 1335-1336
- Felip III de Namur (germà) 1336-1337
- Guillem I de Namur el Ric, fill de l'anterior. 1337-1391
- Guillem II de Namur, fill de l'anterior. 1391-1418
- Joan III de Namur (germà) 1418-1430, el va vendre

### Casa de Borgonya
- Felip IV de Namur (Felip III de Borgonya), 1430-1467
- Carles el Temerari, duc de Borgonya, duc de Brabant, duc de Gueldre, duc de Limburg, duc de Lothier, duc de Luxemburg, comte de Zutphen, d'Artois, de Borgonya, del Charollais, de Flandes, d'Hainaut, d'Holanda, de Macon, i de Zelanda, i marqués de Namur 1467-1477
- Maria de Borgonya, casada amb Maximilià I d'Àustria, hereva de Carles el Temerari, 1477-1482

## Genealogia
La branca de Felip el Noble i de la seva germana Violant de Namur es va extingir a la següent generació i l'emperador Balduí II, darrer representant de la nissaga, va assolir el títol; el 1248 va retornar al Sacro Imperi Romano-Germànic, i poc després, el 1257, i Namur va retornar a la branca major (Flandes i Hainaut).
- Baldui IX de Flandes (Balduí I emperador llatí), comte de Flandes i Hainaut 1195-1205, emperador 1204-1205
  -     - Joana de Flandes, comtessa de Flandes i Hainaut 1206-1244, casada amb Ferran de Portugal, i amb Tomàs de Savoia
    - Margarita II de Flandes, comtessa 1244-1280, casada amb Guillem de Dampierre
      - Guiu de Dampierre, comte de Flandes i Hainaut 1280-1305 (associat 1255-1280)
        - Robert III de Dampierre, comte de Flandes i Hainaut 1305-1322
          - Lluís, comte de Nevers i Rethel
            - Lluís I de Flandes > comtes de Flandes, Hainaut, Nevers i Rethel

        - Joan I de Namur 1257-1331
          - Joan II de Namur 1331-1335
          - Guiu I de Namur 1335-1336
          - Felip III de Namur 1336-1337
            - Guillem I de Namur el Ric 1337-1391
              - Guillem II de Namur 1391-1418
              - Joan III de Namur 1418-1421
- Enric I de Flandes, regent de Flandes (1195-1216) i emperador llatí (1205-1216)
- Felip I el Noble, comte de Namur 1195-1212
- Violant de Namur, comtessa de Namur 1212-1216, casada amb Pere I de Courtenay
  - Felip II de Courtenay 1216-1226
  - Enric de Courtenay (o Enric I de Namur) 1226-1228
  - Robert de Courtenay (mort el 1228)
  - Margarita Sibil·la, 1228-1337
  - Balduí II de Courtenay, emperador llatí 1228-1261, comte de Namur 1237-1238 (1238 ocupació francesa)